# Ignaz Feigerle
Ignaz Feigerle (7. dubna 1795 Biskupství, dnes součást Náměšti na Hané – 27. září 1863 Ochsenburg v Dolních Rakousích) byl katolický teolog, první rektor Františkovy univerzity v Olomouci a římskokatolický biskup v St. Pöltenu.